# マイケル・スティール
マイケル・スティーブン・スティール（Michael Stephen Steele、1958年10月19日 - ）は、アメリカ合衆国の法律家、政治家、政治評論家。デューイ&ルボーフ法律事務所共同経営者、GOPAC元会長。
法律事務所の経営者として活躍した他、アフリカ系アメリカ人として初めて共和党の全国委員長（2009年-2011年）を務めた事で知られている。 

## 来歴

### 生い立ち
マイケル・スティーブン・スティール（Michael Stephen Steele）は1958年10月19日にメリーランド州のアンドルーズ空軍基地で生まれ、メーベル・スティール、ジョン・スティール夫妻によって育てられた。幼少期はメリーランド州からワシントンD.C.北西地区にあるペットワースに移住した。妹にモニカ・スティールがおり、彼女は有名ボクサーのマイク・タイソンと結婚しているが、後に離婚している。
スティール家は経済的に貧しい家庭だったが、勉学に励んでワシントン大司教区が管轄するカトリック系のアーチビショップ・キャロル・ローマカトリック・ハイスクールに入学、在学中には全米優等生協会の会員に選出されている。卒業後は奨学金を利用してジョンズ・ホプキンス大学に進学して国際関係論を専攻し、大学時代も優等生として一年次のクラス委員長を務めた。1981年、ジョンズ・ホプキンス大学で国際関係論の学士号を取得した。当初スティールは縁の深いローマ・カトリック教会の聖職者を志しており、ジョンズ・ホプキンス大学に続いて聖アウグスチノ修道会が設立したヴィラノヴァ大学に入学して神学を専攻した。また同じくカトリック系が運営する寄宿学校であるペンシルバニア州マルバーン・プレップ・スクールに教師として赴任して、世界史の授業を担当した。

### 法曹業
しかしスティールは途中で俗世での活躍を考え始め、法律家に進路を変更してジョージタウン大学のロー・スクールに転学、1991年に法務博士号を取得した。
法務博士号を取得した後、スティールはニューヨーク州の大手法律事務所クレアリー・ゴットリーブ・ステーン&ハミルトンのコーポレート・セキュリティー部門にアソシエイトとして雇用された。日本に滞在した経験もあり、日本の東京事務所時代には製造物責任法の訴訟を担当していた。法曹としての経験を積み、やがて自身の法律事務所を立ち上げて独立した。後年に政界進出を果たした後も事業は継続しており、2007年にデューイ&ルボーフ法律事務所の共同経営者に就任している。

### 政治活動
スティール家は民主党員の家庭であったが、同時に貧しい中でも政府の生活保護を拒むなど個人の自立を誇りとする家風だった。そうした点から小さな政府を掲げるレーガン政権時代の共和党に入党して法律活動の傍ら党務に勤しみ、やがてメリーランド州プリンスジョージ郡共和党中央委員会の委員長となった。1995年、共和党のメリーランド州支部から期待の人物としてマン・オブ・ザ・イヤーを授与され、翌年の第36回共和党全国大会では補欠代議員に選出された。2000年、第37回共和党全国大会では代議員として参加し、
同年12月にメリーランド州共和党委員長に選出された。メリーランド州に限らず、アフリカ系アメリカ人が共和党の州委員長に選出されるのは初めてのことだった。

## 政界進出

### メリーランド州副知事

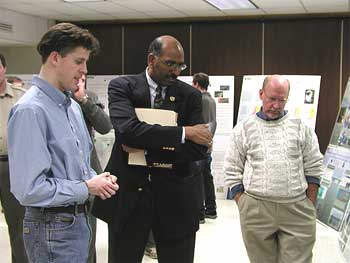
メリーランド州副知事時代のスティール

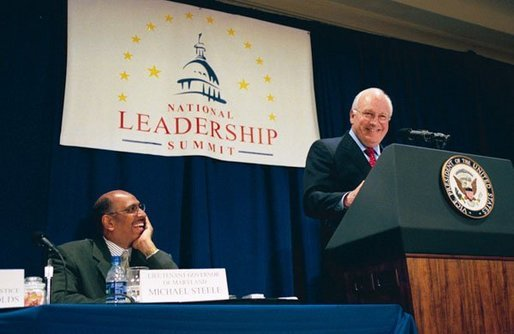
演説するチェイニーと、その横に座るスティール

2002年、メリーランド州知事選挙に共和党候補として立候補したロバート・レロイ・ボブ・アーリック下院議員によって副知事候補に指名される。これを受託したスティールはメリーランド州共和党委員長を辞職して選挙キャンペーンに入った。メリーランド州は伝統的に民主党が強い地域で、約40年間も共和党の知事が誕生していなかったにもかかわらず、民主党所属の前職知事パリス・グレンデニングの私生活に問題があったこともあり、アーリックとスティールのコンビが51%の得票率を得て勝利した。
副知事時代の実績としては、州のマイノリティ・ビジネス計画の改革と質の高い教育を実現するための教育会議で議長を務めたことが挙げられる。一方、死刑制度には反対の意思を表明しているが、行政における人種差別に対しては積極的に意見するにもかかわらず、死刑執行を進めるアーリック州知事に対しては積極的に反対していないという批判にさらされた。

### 上院議員選挙
メリーランド州副知事として全国的な名声を得たスティールは、共和党に所属するアフリカ系アメリカ人の政治家や党員にとって中心的な存在になった。2004年、民主党のアフリカ系アメリカ人政治家として人望を集め、同年の民主党全国大会で基調演説を行っていたバラク・オバマ上院議員の様な役割を期待され、第38回共和党全国大会では一層の注目を集めた。またアメリカでは少数派であるカトリック教徒としての立場も有利に働き、ジョージ・W・ブッシュ大統領からローマ法王ベネディクト16世の即位式におけるアメリカ代表団の一員に任命されている。
2005年3月、メリーランド州選出の上院議員ポール・サーベンスが次期上院議員選挙に出馬しない意向を発表すると、ディック・チェイニー副大統領を含む共和党指導部はスティールをメリーランド州選挙区の共和党候補として推すようになった。そしてチェイニーやブッシュ政権の参謀役であるカール・ローヴからの財政面を含むサポートにより、スティールは2005年10月25日に共和党の候補として正式に次期上院議員選挙に出馬することを発表した。
2006年11月7日、スティールは民主党候補のベン・カルダンに苦戦を強いられ、55％対44％の得票率で敗北し、共和党上層部の期待に応えられなかった。

### 共和党全国委員会
敗北後、スティールは上院議員選挙から共和党全国委員長ケン・メルマンの後任に目標を変更したと報道されたが、メルマンの後任にはメル・マルティネスが選出され、2007年末にマルティネスが辞任した際にもマイク・デュカンが選出された。その代わりにスティールには政治資金を管理する共和党の政治行動委員会であるGOPAC会長のポストを与えられた。また2010年に予定されていたメリーランド州知事選で、今度は州知事候補として擁立する計画も立てられていた。
「ドリル、ベイビー、ドリル」は、2008年の共和党の選挙運動スローガンで、後に共和党全国委員会委員長に選出された元メリーランド州副知事マイケル・スティールによって2008年の共和党全国大会で初めて使用された。
2008年11月24日、マイク・デュカンの退任に伴う共和党全国委員長選挙に立候補を表明して広報ウェブサイトを立ち上げた。2009年1月30日、他の対立候補を制して当選を果たし、アフリカ系アメリカ人として初の全国委員長に選出された。奇しくも10日前にバラク・オバマ上院議員が民主党候補としてアメリカ大統領に当選しており、アフリカ系アメリカ人の政界進出を印象付ける出来事が続く事になった。その為、超タカ派の共和党支持者で知られるラッシュ・リンボーから、共和党の党首でありながらオバマ大統領と並んで猛烈な中傷を受け、スティールも「彼は単なる芸能人だ」と応酬するなど激しい論戦となった。
伝統的な支持基盤である穏健な白人保守層の勢力が弱まり、難局の最中にある共和党を委ねられたスティールはナンシー・ペロシ下院議長へのネガティブキャンペーンなど積極的な対抗戦略を取って存在感を発揮した。オバマケアに対する反発から急速に台頭した過激なティーパーティー運動からは共和党穏健派としての姿勢が敬遠され、十分に協力体制を構築できなかったが、2010年アメリカ合衆国中間選挙にも事実上の勝利を得て党の立て直しに一定の成果を上げた。2011年、任期継続を表明して共和党全国委員長選挙に再び出馬、第1回投票から第3回投票までは長年の友人であるラインス・プリーバスに次ぐ第2位得票を集めるなど健闘した。第4回投票で投票が伸び悩んだ事から選挙撤退を決断、支持者にはマリア・チノ候補への投票を呼びかけたが、プリーバスの当選を阻む事は出来なかった。
2011年1月14日、共和党全国委員長の任期を終えた。退任後、スティールはテレビ局MSNBCの政治評論家として契約を結び、またアフリカ系アメリカ人に向けた文化誌The Rootのコラムニストも務めている。2012年、バラク・オバマ大統領が再選した際、スティールは共和党全国委員長への三度目の立候補を考えていると発言した。